# ميك جونز (لاعب كرة قدم مواليد 1945)
مايكل ديفيد «ميك» جونز (بالإنجليزية: Mick Jones)‏ (من مواليد 24 أبريل 1945 بمدينة شيريواك في نوتنغهامشير، إنجلترا) هو لاعب كرة قدم إنجليزي سابق في مركز الهجوم. لعب دورا مهماً مع نادي ليدز يونايتد خلال ستينيات وسبعينات القرن الماضي. لعب كذلك لمنتخب إنجلترا.
فاز في 1969–70 بلقب هداف دوري أبطال أوروبا مع نادي ليدز يونايتد.

## مسيرته الكروية
لعب ميك جونز خلال مسيرته الاحترافية مع ناديين في أربعة عشر موسمًا وسجل خلالها 140 هدف ضمن 369 مباراة. حيث فاز في موسم واحد بالكأس وفي موسمين بالدوري.
خاض ميك جونز مسيرته مع نادي شيفيلد يونايتد في موسم 1962–63 ليلعب معه ستة مواسم، مشاركًا في 149 مباراة سجل خلالها 63 هدفًا. ثم انتقل إلى نادي ليدز يونايتد في موسم 1967–68 ليلعب معه ثمانية مواسم، حيث شارك في 220 مباراة سجل خلالها 77 هدفًا.

## روابط خارجية
- ميك جونز على موقع قاعدة بيانات كرة القدم.إي يو (الإنجليزية)
- ميك جونز على موقع ناشيونال فوتبول تيمز (الإنجليزية)